# Brice Prairie
Brice Prairie è un comune (CDP) degli Stati Uniti, situato in Wisconsin, nella Contea di La Crosse.